# Narodna Demokratska Republika Etiopija
Narodna Demokratska Republika Etiopija bilo je službeno ime za Etiopiju od 1987. do 1991. kad je Etiopija bila socijalistička republika.
Nastala je nakon ubojstva bivšeg predsjednika Haile Selassiea.